# موسیقی ایالات فدرال میکرونزی
موسیقی فولکلور ایالات فدرال میکرونزی در چهار ایالت آن، متفاوت است و امروزه تحت تاثیر یوروپاپ، موسیقی کانتری، و رگی به شکل موسیقی عامه‌پسند در آمده است.

## رقص‌های سنتی
رقص‌های سنتی در آبخوست‌های اصلی شامل رقص با چوب در پُناپه، چوئوک، و یَپ، رقص ایستاده در چوئوک، و رقص نشسته در یاپ می‌شود. مهارت رقص مردم یَپ، زبانزد است. رقص چوب توسط مردان، زنان، و کودکان به صورت همزمان اجرا می‌شود. درحالیکه رقص ایستاده توسط زنان یا مردان و پسرها انجام می‌شود و هیچ‌گاه، همزمان اجرا نمی‌شود. مردها در رقابت‌های رقص گوناگونی شرکت می‌کنند که با کاست از یکدیگر جدا می‌شوند. برخی کاست‌های پایین‌تر، رقص مشخصی مانند گونه‌ای رقص ایستاده زنان دارند. اما تنها هنگامی اجازه رقص دارند که از کاست‌های بالاتر به آنها اجازه داده شود. به خاطر میراث فرهنگی مشترک چوئوک و آبخوست‌های دورافتاده یاپ، رقص‌های چوئوک بسیار شبیه رقص‌های یَپ هستند. کمیاب‌ترین و رازآمیزترین رقص چوئوک "رقص مهتاب" است، که یکی از معدود رقص‌هایی است که مردان و زنان با یکدیگر می‌رقصند. تنها در هنگام ماه کامل و با اجازه رئیس روستا امکان اجرای این رقص وجود دارد. از نگاه سنتی، این رقص برای گردهم آمدن مردان و زنان جوان بود.